# Переносне значення
Переносне значення — похідне, вторинне значення, що розвинулося з прямого лексичного значення слова на основі просторової, часової, логічної чи іншої співвіднесеності понять.
При прямому значенні, слово безпосередньо називає предмет або явище дійсності (береза, клен — назви дерев; кохання, заздрість — назви почуттів), а переносні значення вказують на предмети і явища опосередковано Переносні значення вказують на предмети і явища опосередковано. Наприклад, щедре частування — частування, що пропонується щедрою людиною, тобто багате, різноманітне; діти — квіти життя — слово квіти вжите у значенні «прикраса», «те, що милує, радує людину».
Переносне значення пов'язане із основним (головним) лексичним значенням метонімічно, метафорично або асоціативно.
Різного типу похідні значення лежать в основі метафори, метонімії, синекдохи.